# Leo Sarti
Leo Martino Sarti (ur. 5 września 1956) – sanmaryński judoka.
W 1987 został srebrnym medalistą igrzysk małych państw Europy w wadze do 60 kg. W 1988 wystąpił na igrzyskach olimpijskich w wadze półlekkiej (do 65 kg), zajmując 20. miejsce.